# Николо-Замошье
Николо-Замошье — бывшее село на территории Некоузского района Ярославской области России. Представляет собой южную часть современного села Новый Некоуз.

## География
Николо-Замошье было расположено в 1 км к югу от железнодорожной станции Некоуз (Харино), разросшейся затем в посёлок (село) Новый Некоуз. 

## История
В XIX веке в селе Николо-Замошье было две церкви: в 1807 году здесь была построена летняя Успенская церковь, а в 1873 году — зимняя церковь Богоявления. Возле церквей было несколько домов для священнослужителей, дом для престарелых женщин, содержавшийся за счёт государства, и начальная школа. Летняя церковь была разрушена в 1932 году. Церковь Богоявления действует до сих пор.
К 1924 году село входило в Некоузский сельсовет Некоузской волости Мологского уезда Ярославской губернии. Постановлением волостного исполкома от 22 сентября 1924 года село Николо-Замошье стало центром самостоятельного Николо-Замошского сельсовета. В 1929 году волости, уезды и губернии были ликвидированы и село с Николо-Замошским сельским Советом вошло в состав Некоузского района, образованного в составе Ивановской промышленной области (с 1936 года — Ярославской области). Указом Президиума Верховного Совета РСФСР от 14 июня 1954 года Николо-Замошский сельский Совет был упразднён и село вновь стало входить в Некоузский сельский Совет.
В 1975 году соседний Новый Некоуз получил статус посёлка городского типа. Упразднённое село Николо-Замошье было включено в черту Нового Некоуза, став его южной частью.

## Известные уроженцы
В селе родился и служил священник Дмитрий Павлович Вознесенский, расстрелянный революционерами и причисленный затем к святым как священномученик.